# Manuel Jeldes
José Manuel Segundo Jeldes Orozco (* 14. August 1894 in Quilpué; † 9. Mai 1949) war ein chilenischer Fußballspieler. Der Stürmer absolvierte fünf Länderspiele für Chile. 

## Verein
Auf Vereinsebene begann Manuel Jeldes beim Quilpué FC, den er 1902 mitbegründet hatte. Ab Mai 1911 spielte er für die Santiago Wanderers in der Liga Valparaíso. 1912 spielte Jeldes für Valparaíso in der Stadtauswahl gegen Santiago de Chile.

## Nationalmannschaft
Manuel Jeldes debütierte beim ersten ausgetragenen Campeonato Sudamericano 1916 bei der Auftaktniederlage gegen Uruguay. Auch bei den beiden weiteren Partien stand Jeldes für La Roja auf dem Feld. Chile wurde ohne Punkt Turnierletzter. Beim Campeonato Sudamericano 1917 spielte Jeldes nur gegen Uruguay. Die Partie ging mit 0:4 verloren, La Roja holte erneut keinen Punkt und wurde wieder Turnierletzter. Nur wenige Tage nach dem Turnier absolvierte der Offensivspieler beim 1:1-Unentschieden im Freundschaftsspiel gegen Argentinien sein letztes Länderspiel. Insgesamt lief Jeldes fünfmal für Chile auf.